# Кузнецов, Борис Григорьевич
Бори́с Григо́рьевич Кузнецо́в (настоящая фамилия Шапиро; 5 октября 1903 — 5 сентября 1984) — советский и российский философ

 и историк науки, доктор философских наук (1937).

## Биография
В Екатеринославе был преподавателем и заместителем учебной части армейских пехотных курсов, а также являлся лектором районного комитета Коммунистической партии Украины в Горном институте и других учебных заведениях города.
В 1925 году окончил Политехнический институт, получив электротехническое образование. В 1927 году окончил Днепропетровский университет получив историческое образование.
В начале 1930-х гг. возглавлял Всесоюзный НИИ энергетики и электрификации (где разработал первый план единой высоковольтной сети на территории Советского Союза).
Окончил аспирантуру Института экономики Российской ассоциации научно-исследовательских институтов общественных наук. Работал в Институте истории науки и техники, в Комиссии по истории естествознания АН СССР. В 1930—1939 годах — заведующий кафедрой Московского энергетического института (МЭИ).
С 1944 года — заместитель директора Института истории естествознания и техники АН СССР.
Широкую известность получили его биографии Джордано Бруно, Галилео Галилея, Исаака Ньютона, Альберта Эйнштейна, труды по генезису современной естественно-научной картины мира. Совместно с И. Е. Таммом и Я. А. Смородинским Б. Г. Кузнецов редактировал четырёхтомное издание трудов А. Эйнштейна, выпущенное в 1965—1967 гг. в серии «Классики науки».
Двоюродный племянник — социолог Б. З. Докторов.

## Награды и премии
- Орден Трудового Красного Знамени (10 июня 1945)
- Сталинская премия I степени (10 апреля 1942) — за работу «О развитии народного хозяйства Урала в условиях войны»

## Научные труды
- Кузнецов Б. Г. Очерки истории русской науки. — М.; Л.: Издательство Академии наук СССР, 1940. — 172 с.
- Кузнецов Б. Г. Ломоносов, Лобачевский, Менделеев: очерки жизни и мировоззрения М.-Л.: Изд-во АН СССР, 1945. Предисл. Президента АН СССР акад. В. Л. Комарова. На портале Псковской электр. б-ки.
- Кузнецов Б. Г. Великий русский учёный Ломоносов. — М.: Воениздат, 1949. — 56 с. — (Научно-популярная библиотека солдата и матроса).
- Кузнецов Б. Г. Патриотизм русских естествоиспытателей и их вклад в науку: (Беседы по истории отечеств. естествознания). — 2-е изд., испр. и доп. — М.: Московское общество испытателей природы, 1951. — 272 с.
- Кузнецов Б. Г. Развитие научной картины мира в физике XVII—XVIII века. — М.: Издательство АН СССР, 1955.
- Кузнецов Б. Г. Принципы классической физики. — М.: Издательство АН СССР, 1958.
- Кузнецов Б. Г. Беседы о теории относительности. — М.: Издательство АН СССР, 1960. — 223 с. — (Научно-популярная серия/ Академия наук СССР).
- Кузнецов Б. Г. Эволюция картины мира. — М.: Издательство АН СССР, 1961. — 352 с. — (Из наследия мировой философской мысли: философия науки). (2-е издание: УРСС, 2010. ISBN 978-5-397-01479-3)
- Кузнецов Б. Г. Галилео Галилей. — М.: Наука, 1964. — 326 с. — (Научно-биографическая серия/ Академия наук СССР).
- Кузнецов Б. Г. Беседы о теории относительности. — 3-е изд. — М.: Наука, 1965. — 223 с. — (Научно-популярная серия/ Академия наук СССР).
- Кузнецов Б. Г. Очерки физической атомистики XX века / АН СССР. Ин-т истории естествознания и техники. — М.: Наука, 1966. — 192 с.
- Кузнецов Б. Г. Пути физической мысли. — М.: Наука, 1968. — 255 с.
- Кузнецов Б. Г. Наука в 2000 году. — М.: Наука, 1969. — 215 с.
- Кузнецов Б. Г. Относительность: Эволюция принципа относительности от древности до наших дней. — М.: Знание, 1969. — 157 с.
- Кузнецов Б. Г. Джордано Бруно и генезис классической науки. — М.: Наука, 1970. — 212 с.
- Кузнецов Б. Г. Этюды об Эйнштейне. — 2-е изд., перераб. и доп. — М.: Наука, 1970. — 495 с.
- Кузнецов Б. Г. Философия оптимизма. — М.: Наука, 1972. — 358 с.
- Кузнецов Б. Г. Разум и бытие: Этюды о классическом рационализме и неклассической науке / АН СССР. Ин-т истории естествознания и техники. — М.: Наука, 1972. — 288 с.
- Кузнецов Б. Г. История философии для физиков и математиков. — М.: Наука, 1974. — 352 с. — (История мировой культуры/ АН СССР)).
- Кузнецов Б. Г. Ценность познания: Очерки современной теории науки / АН СССР. Ин-т истории естествознания и техники. — М.: Наука, 1975. — 167 с.
- Кузнецов Б. Г. Путешествия через эпохи. Мемуары графа Калиостро и записи его бесед с Аристотелем, Данте, Пушкиным, Эйнштейном и многими другими современниками. — М.: Молодая гвардия, 1975.
- Кузнецов Б. Г. Идеи и образы Возрождения. — М.: Наука, 1979.
- Кузнецов Б. Г. Эйнштейн. Жизнь. Смерть. Бессмертие. — 5-е изд., перераб. и доп. — М., 1980. — 680 с.
- Кузнецов Б. Г. Современная наука и философия: пути фундаментальных исследований и перспективы философии. — М.: Политиздат, 1981. — 183 с.
- Кузнецов Б. Г. Ньютон. — М.: Мысль, 1982. — (Мыслители прошлого).
- Кузнецов Б. Г. Идеалы современной науки. — М.: Наука, 1983. — 255 с.
- Кузнецов Б. Г. История философии для физиков и математиков. — М.: УРСС, 2007.
- Кузнецов Б. Г. Основы теории относительности и квантовой механики в их историческом развитии. — М.: УРСС, 2007.
- Кузнецов Б. Г. Принцип дополнительности. — М.: УРСС, 2007.
- Кузнецов Б. Г. Ценность познания. Очерки современной теории науки. — М.: УРСС, 2009.
- Кузнецов Б. Г. Развитие научной картины мира в физике XVII-XVIII вв. — М.: УРСС, 2010.
- Кузнецов Б. Г. Развитие физических идей от Галилея до Эйнштейна в свете современной науки. — М.: УРСС, 2010.
- Кузнецов Б. Г. Этюды о меганауке. — М.: УРСС, 2010.
- Кузнецов Б. Г. Разум и бытие: Этюды о классическом рационализме и неклассической науке. — М.: УРСС, 2010. — 255 с.
- Кузнецов Б. Г. Физика и экономика. У истоков эконофизики. — М.: УРСС, 2010. — 88 с.